# メンソレータム
メンソレータムとは、元来アメリカ合衆国のメンソレータム社 (The Mentholatum Company, Inc.) が19世紀に開発し、同社または同社とライセンス契約を結んだ会社が製造・販売していた塗り薬の商品名で、現在は同社を買収して親会社となったロート製薬が製造・販売する、OTC医薬品（一般用医薬品）の外用薬を含めたスキンケア商品のブランド名である。
名前の由来はmenthol（メンソール）とpetrolatum（ペトロレータム、ワセリンの別名）の組み合わせによる。 
日本では、ウィリアム・メレル・ヴォーリズが率いた近江セールズ株式会社（のちの株式会社近江兄弟社）がライセンス（商標・輸入・販売権）を保有し製造・販売していたが、経営破綻により返上。その後ロート製薬がこれらのライセンスを取得し、資本・技術の全面提携を経て、1988年にメンソレータム社を買収して自社の海外拠点とした。

## ブランドとしての概要
現在、「メンソレータム」の製造・販売・商標権やマスコットキャラクターのリトルナースまたはナースちゃんの使用権はロート製薬が独占的に保有しており、その商標はルーツの塗り薬に限らず同社が製造・販売するスキンケア商品群全般のグローバルブランドとして商品名のみならず、各国の現地法人の社名やロゴマークに至るまで使われている（メンソレータム社の社章とは異なる）。
リトルナースは、米国メンソレータム社が雑誌広告（1917年から1923年までの7年間）および金属容器（1917年から1930年代）に使用していたキャラクターである。かつて天才子役として世界的に人気のあった女優シャーリー・テンプルがモデルではないかとの説が広まっているが、1928年生まれであり、時代が合わない。メンソレータム社のDavid Mooreは、創業者A.A.ハイドの孫がモデルらしいと噂されている、と同社の1997年春の社内報で述べている。
このキャラクターは後に日本で復活するが、オリジナルは右向きの顔で描かれているのに対し、日本版は左向きになっている。近江兄弟社が日本でメンソレータムの販売権を持っていた時代に商業デザイナーの今竹七郎がデザインしたものといわれる。
リトルナースには家族の優しさや奉仕という意味が込められている。近江兄弟社が製造・販売権をメンソレータム社へ返還した際、リトルナースの商標権もメンソレータム社へ売却した。

## 近江兄弟社メンタームとの関係
近江兄弟社メンターム（おうみきょうだいしゃめんたーむ、略称メンターム）は、近江兄弟社（滋賀県近江八幡市）が会社再建のためにメンソレータムの販売権をメンソレータム社へ返上した後、残ったメンソレータムの製造設備などを活用して新たに製造・販売した塗り薬である。
主原料や効能はメンソレータムとほぼ同じで容器のデザインも酷似しているが、メンソレータムが黄色ワセリンを使っているのに対し、メンタームは白色ワセリンを使っているため色合いが若干異なる。
かつてはメンタームは医薬品、メンソレータムは医薬部外品とされていたが、今日ではいずれも医薬品（主に第三類医薬品）とされる製品と医薬部外品とされる製品がある。
製品パッケージの大きな違いは、シンボルだったリトルナースの代わりに、メンタームキッド（こちらも今竹七郎デザイン。ギリシア神話の医術神アポロンをモデルとしている）が描かれているところである。

## 経歴
- 1894年 - アメリカのユッカ社が開発。後にメンソレータム社に改称。
- 1920年（大正9年） - 「ヴォーリズ合名会社」解散。「近江セールズ株式会社（現・近江兄弟社）」設立。メンソレータム輸入販売開始。
  - その後、近江兄弟社は日本における「メンソレータム」製造・販売権を取得し、国内製造販売を行う。
- 1974年（昭和49年） - 12月24日、近江兄弟社倒産、再建のためにメンソレータムの製造・販売権をメンソレータム社へ返還。「リトルナース」の商標権もメンソレータム社へ売却。
  - その後、近江兄弟社は大鵬薬品工業の資本参加などで再建。
  - 以前まで利用していた生産設備を活用し、「メンターム」販売。「メンタームキッド」登場。
- 1975年（昭和50年） - ロート製薬が日本における「メンソレータム」専用使用権（製造・販売権）を取得。後に技術・資本でも提携。
- 1988年（昭和63年） - ロート製薬、メンソレータム社を買収し傘下に収め、商標と経営権を取得。米国における同社の拠点と位置づける。
- 2015年（平成27年） - 12月30日、日本における「メンソレータム」専用使用権取得から40周年を記念した「メンソレータム軟膏c 限定ゴールド缶」を発売[3]。

## 製品ラインナップ
医薬品・医薬部外品・化粧品の製品が混在するが、医薬部外品や化粧品の製品は、薬局・薬店やドラッグストアのほか、医薬品を取り扱わないスーパーやコンビニエンスストア・ホームセンターでも取り扱っている。
現行製品については、外部リンクのメンソレータムのブランドサイトを参照。

### 地域・取扱店限定品
以下の製品はロート製薬の製品情報サイトには掲載されていない。
- メンソレータムAD20 クリームタイプ(販売名:メンソレータムADクリーム20)【第3類医薬品】 - 尿素20%と鎮痒成分などが配合された乾燥性皮膚用薬。一般向けの70g入りは2022年7月に製造を終了したが、コスモス薬品向けの90g入りとマツキヨココカラ&カンパニー向けの大容量150g入りの取扱店限定サイズは継続発売されている。2023年に仕様変更され、使用上の注意などの説明書きを外箱に記載することで添付文書が省かれ、裏側の開封口を上部から右側に移動して大型化され、廃棄時の解体も容易な仕様となった。また、150g入りはマツキヨココカラ&カンパニー専売品であることを示す「マジココ」マーク[4]が入った。
- メンソレータム薬用リップスティックXD【医薬部外品】 - 有効成分は前述の「メンソレータム薬用リップスティック」と同じだが、添加物が異なり、ワセリンが白色ワセリンから黄色ワセリンに替わり、パラジメチルアミノ安息香酸オクチルが追加されている。包装体系は1個入りの他に、2個パックも設定されている。2023年秋に販売店ごとに異なっていたパッケージデザインが変更・統一された。
- メンソレータム薬用リップスティックUV【医薬部外品】（SPF19/PA+） - 「薬用リップスティック」にUVカット機能を加えたタイプ。容器は白基調で、ダイヤルがキャップのすぐ下に配置されている。コンビニエンスストア向け製品。2017年秋にヒアルロン酸Naを追加配合するリニューアルが行われた。（製造販売元：アンズコーポレーション）。
- メンソレータム薬用メンズリップ【医薬部外品】（SPF20/PA++） - 無香料・ノンメントールの男性向け薬用リップクリーム。コンビニエンスストア向け製品。（製造販売元：アンズコーポレーション）。
- メンソレータムメディカルリップn【指定医薬部外品】 - 医薬品の口唇用薬「メンソレータムメディカルリップnc」から有効成分のセチルピリジニウム塩化物水和物と添加物のBHTを省き、指定医薬部外品の規格とした治療用リップクリーム。チューブのデザインは同名の医薬品の初期製品と同様、カタカナ表記となっている（現在の「メンソレータムメディカルリップnc」は英字表記）。コンビニエンスストア向け製品。
- メンソレータム ハンドベール タイムエナジー -  2019年秋発売。チューブ入りハンドクリーム（外箱包装）。コスモス薬品限定。
- メンソレータム ハンドベール プレミアムノースモイスト - 2018年8月に北海道命名150年の記念製品として発売[5]。北海道限定販売だが、「ロート製薬オンライン」にも取り扱いがあり、全国で取り寄せ購入が可能である。
- メンソレータム リフレアプラス デオドラントリキッド【医薬部外品】 - 2022年2月発売。「メンソレータム リフレア デオドラントリキッド」（30ml）をベースにした速乾タイプの制汗剤。以前発売されていた「メンソレータム リフレア デオドラントリキッドW」をリニューアルしたもので、「メンソレータム リフレア デオドラントリキッド」同様に「デオシールド」を配合するとともに、外装を紙箱からプラスチック袋へ変更された。マツキヨココカラ&カンパニーのグループ店舗限定。
- メンソレータム エアリーフィットマスク - コンビニエンスストア向けに発売されているマスク。発売当初は個別包装を採用し、中国で製造されていたが、2020年のリニューアルに伴って国内製造に切り替え、個別包装を廃止した。なお、同じコンビニエンスストア向けの「ロートアルガード抗菌&消臭フィルターマスク」とは製品の仕様が同一で、店舗により製品名が異なる程度となる。
- セブンプレミアム ライフスタイル メンソレータム ハンド&ボディクリーム - 2020年10月発売。ロート製薬とセブン&アイ・ホールディングスとの共同開発製品で、同社のプライベートブランドである「セブンプレミアム」も冠した「メンソレータム」初のダブルブランド製品となる。イトーヨーカドー、ヨークベニマル、セブン-イレブンなどで取り扱われる[6]。

### 製造終了品

#### 外皮薬
- メンソレータムADプラス - 尿素10%を配合した乾燥性皮膚疾患治療薬。「メンソレータムAD20」の発売に伴い製造終了
- メンソレータムADソフト【第3類医薬品】 - クリームタイプのあせも（汗疹）治療薬。2016年1月に製造終了し、「メンソレータム ケアセモクリーム」へ継承。
- メンソレータムADこどもソフト【第3類医薬品】 - 乳液タイプ。パッケージには「ママはぐ」シリーズのキャラクターである「ようちゃん」・「ふうちゃん」が描かれている。2019年1月製造終了。
- メンソレータム やわらか素肌オイル【第3類医薬品】 - 2018年9月発売。オイルタイプの鎮痒消炎薬。2020年4月製造終了。
- メンソレータムプレミアローション
- メンソレータムプレミアクリーム
- メンソレータムE【第3類医薬品】 - 「メンソレータムヒビプロ（現・メンソレータムヒビプロα）」へ継承
- メンソレータムレチノハンド【第3類医薬品】 - 「メンソレータムレチノエース」へ継承
- メンソレータムレチノエース【第3類医薬品】 - 「メンソレータム レチノハンド」の後継製品で、内容量を増量し（30g・40g→55g・90g）、55g入りはジャータイプ、ブリスターパック包装となった。2016年3月製造終了。
- メンソレータム皮フ軟化クリーム【第3類医薬品】 - チューブ入りの皮膚軟化薬。この製品は3代目ロゴマーク移行後も2代目ロゴマークを用いていたが、リスク区分の記載と共に、3代目のロゴマークに変更した。2019年1月製造終了。
- メンソレータム アレピット【第2類医薬品】 - 2021年9月発売。有効成分をヘパリン類似物質のみとしたチューブ入りの乾燥性皮膚用薬。2023年7月製造終了。（製造販売元：ジャパンメディック）
- メンソレータムヒビプロKTα【第3類医薬品】 - かかと・ひじ・ひざ用。2015年9月にパンテノールとイソプロピルメチルフェノール（殺菌成分）を配合してリニューアルされ、「メンソレータムヒビプロKT（2011年9月発売）」から改名した。2022年7月製造終了。
- メンソレータムヘパソフトクリーム【第2類医薬品】 - リニューアルに伴い「ヘパソフトプラス」へ継承し、独立ブランドへ移行。
- メンソレータムフレディ クリーンポピー
- メンソレータムフレディCC膣錠A【第1類医薬品】 - 膣錠タイプ・アプリケーター付の膣カンジダ再発治療薬（OTC医薬品で日本初の製品）。2016年10月よりLOHACOにて先行発売され、2017年3月より一般販売が開始された。「メンソレータムフレディCC1A」の発売に伴い、2020年3月製造終了。
- メンソレータムサンクールダウンEX
- メンソレータムヒリプロ【第2類医薬品】 - クリームタイプの鎮痒消炎薬。髭剃りやアクセサリーなどによる炎症・かぶれ用。2019年1月製造終了。
- メンソレータムAPソフト ローション【指定第2類医薬品】 - 2007年9月発売。乳液タイプの皮膚疾患治療薬（アンテドラッグステロイド製剤）。2019年1月製造終了。
- メンソレータムアクネージア メディカルクリーム【第2類医薬品】 - 「メンソレータムアクネス25 メディカルクリーム」へ継承。
- メンソレータムアクネージア メディカルローション【第2類医薬品】 - 「メンソレータムアクネス25 メディカルローション」へ継承。
- メンソレータムアクネージア ニキビ薬（メディカルミスト）【第2類医薬品】 - 「メンソレータムアクネス25 メディカルミスト」へ継承。
- メンソレータムアクネス25 メディカルローションb - ローションタイプのニキビ治療薬。2017年3月のリニューアル時に有効成分として配合していたエタノールを添加物に変更し、殺菌成分のイソプロピルメチルフェノールを配合。「メディカルローション」から製品名を変更された。2020年2月製造終了。
- メンソレータムアトキュア【第2類医薬品】 - 2017年2月発売。チューブ入りの乳状ローションタイプ。本品はヘパリン類似物質とビタミンA油が配合されているため、効能・効果に「ひじ・ひざ・かかとなどの角化症」に加え、「きず・やけどのあとの皮ふのしこり・つっぱり（顔面を除く）」も明記されている。2022年7月製造終了。
- メンソレータムリシーナ坐剤A【指定第2類医薬品】 - 痔疾用外用薬。発売当初は「メンソレータムリシーナ坐剤」だったが、2004年9月のリニューアル時に現在の製品名となった。2022年2月製造終了。（製造販売元：中外医薬生産）
- メンソレータムリシーナ注入軟膏A【指定第2類医薬品】 - 痔疾用外用薬。ふた付きの小さな容器と個包装を採用。2022年2月製造終了。
- ラブぴたっと（製造元：吉田養真堂）
- ラブプラスター（製造元：吉田養真堂）
- ラブメタシンゲル - インドメタシンを配合したゲルタイプの外用鎮痛消炎薬。（製造元：東光薬品工業）
- アイスラブ のびぴたシップ - インドメタシンを配合した冷感パップ剤。当時、OTC医薬品としては初の製品であった。（製造元：東光薬品工業）
- アイスラブ ゲル【第3類医薬品】 - ジャー入り・瞬間冷却ゲルタイプの外用鎮痛消炎薬。2020年2月製造終了。
- アイスラブ スプレー【第3類医薬品】 - キャップ一体型の「キャップレスヘッド」を採用した瞬間冷却スプレータイプの外用鎮痛消炎薬。2020年7月製造終了。
- メンソレータムラブソフト【第3類医薬品】 - サリチル酸グリコール、l-メントール、トコフェロール酢酸エステルを配合。静岡県限定で発売していた。
- メンソレータムのラブローションA - 乳液タイプの外用鎮痛消炎薬。2019年1月製造終了。

#### スキンケア
- メンソレータムメラノCC 下地クリーム
- メンソレータムメラノCC 保湿クリーム
- メンソレータムメラノバスター - 「メラノCC 薬用しみ集中対策美容液」へ継承
- メンソレータムメラノバスターマスク - 「メラノCC 薬用しみ緊急対策マスク」へ継承
- 薬用メンソレータムリニアバスター
- メンソレータムポーアバスター
- メンソレータム薬用シェービングクリーム【医薬部外品】 - チューブ入りクリームタイプのシェービング剤。2019年1月製造終了。
- メンソレータムキャンパス キャピキャピ - ハイジーニック効果を高め肌を清潔かつ引き締めるボディケアとして販売されていた。
- メンソレータムハンドベール スクラブソープ - ソフトスクラブを配合した手肌専用洗浄料
- メンソレータム薬用ハンドクリーム
- メンソレータム薬用ハンドベール ディフェンスクリーム【医薬部外品】
- メンソレータム薬用ハンドベール エモリエントクリーム【医薬部外品】
- メンソレータム薬用ハンドベール ビタミンつぶつぶクリーム【医薬部外品】 - ビタミンクリーム。2011年8月にのリニューアル時に「ビタミンクリーム（2005年8月発売）」を改名。2013年秋製造終了。
- メンソレータム薬用ハンドベール フィンガープロ【医薬部外品】 - ジェルタイプのささくれ集中ケア用。2015年6月製造終了。
- メンソレータム薬用ハンドベール 美白UVカットクリーム【医薬部外品】（SPF22） - 美白+紫外線対策クリーム。2013年8月にパッケージリニューアルし、「白うるつややかクリーム（2009年8月発売）」から改名した。2016年6月製造終了。
- メンソレータム薬用ハンドベール プレミアムリッチバリア【医薬部外品】 - チューブ入り薬用ハンドクリーム。一部のロットにおいて配合成分の水と油性成分が分離した現象が確認されたため、2020年12月に該当するロットの自主回収を行い[7]、2021年2月に万全を期すために一時販売を中断し、自主回収の対象の範囲を全ロットに拡大することを発表[8]。翌月にそのまま製造終了となった。同年冬に「メンソレータム ハンドベール リッチバリア」へ製品名を変更してリニューアルされ、取扱店を限定して再発売している。
- メンソレータム ハンドベール ビューティー プレミアムリッチモイスト - ジャー入りのハンドクリーム。ジャー容器はワンタッチ容器を採用。2021年7月製造終了。
- メンソレータムボディベール 角質ピーリングジェル
- メンソレータムボディベール（ヘアレスジェル、美白クリアジェル、デイユースジェル）
- メンソレータムボディベール うるおいアロマオイル
- メンソレータム薬用ボディベール【医薬部外品】 - しっとりタイプの「うるおいミルク」とさっぱりタイプの「さっぱりミルク」の2種類が発売された。2018年1月に「さっぱりミルク」の130mlボトルが、2018年7月に「さっぱりミルク」の250mlポンプと「うるおいミルク」が製造終了したことで、「ボディベール」はブランド終息となった。
- メンソレータムAPソフト 薬用保湿ローション【医薬部外品】 - クリームローションタイプ。2019年1月製造終了。
- メンソレータムふわっぴぃ【医薬部外品】 - バリア膜を形成する皮膚保護フォーム
- メンソレータムサンプレイ 薬用サンクールダウン【医薬部外品】 - クールタイプの薬用スプレー
- メンソレータムヒヤケア【医薬部外品】 - 紫外線を浴びた後のほてりを防ぐための薬用乳液。2018年9月製造終了。
- メンソレータムフレディ 薬用デオドラントソープ【医薬部外品】
- メンソレータムフレディ やわらかウェットティッシュ
- メンソレータム角質はるだケア
- メンソレータム角質ぬるだケア
- メンソレータム貼るだケア 眠気ぶっ飛びシート
- メンソレータム貼るだケア 角質やわらかパック（「角質はるだケア」のリニューアル品）
- メンソレータムやわらか素肌 オイルパックシート
- メンソレータムケアセモ 薬用あせも対策シート【医薬部外品】 - 薬用ボディシート。2018年9月製造終了。
- メンソレータムAD薬用素肌のトリートメントタイム【医薬部外品】 - パウダータイプの薬用入浴剤。「やさしい桃&ハーブの香り」と「さわやかアロエ&ハーブの香り」の2種類があり、15包入りの他に、2種類各3包ずつ入った「2つの香りパック」も設定されていた。
- メンソレータムAD薬用入浴液【医薬部外品】 - 液体タイプの薬用入浴剤で、フローラルの香りと森林の香りがあり、つめかえ用もラインナップされていた。2021年1月製造終了（製造販売元：相生発酵）。
- メンソレータムスキンケア入浴液【医薬部外品】 - 液体タイプの薬用入浴剤で、フローラルの香りと森林の香りがあり、つめかえ用もラインナップされていた。一部販売店向けの製品で、「メンソレータムAD薬用入浴液」とは異なり、キャップの色がオレンジで、その他の成分が異なっていた。（製造販売元：相生発酵）
- メンソレータムくすり湯【医薬部外品】 - 生薬由来成分を配合した入浴液。
- メンソレータムトローリメント【医薬部外品】 - チューブ入りの薬用入浴液。
- メンソレータムキッチンベール - キッチンなどに置いて使用するポンプ式のハンドミルク。つめかえ用もラインナップしていた。2014年春製造終了。2017年8月に発売された「メンソレータム ハンドベール プレミアムモイストミルク」が実質的な後継製品となる。
- メンソレータム ワキレ ホワイト - ワキ用ジェルクリーム。2019年7月製造終了。
- メンソレータムリップベビー（ヒーリング、リフレッシュ、天然オレンジオイルのやさしい香り）
- メンソレータム薬用キャンパスリップ【医薬部外品】
- メンソレータム薬用キャンパスリップ ほそみ【医薬部外品】
- メンソレータム薬用キャンパスリップ 新ほそみ【医薬部外品】
- メンソレータムキャンパス薬用リップ新ほそみII【医薬部外品】
- メンソレータム薬用キャンパスリップ ジェリー【医薬部外品】
- メンソレータムキャンパスカラーリップ【医薬部外品】 - 唇の潤いを保ちながらナチュラルメイクができるアレンジリップ。現在販売されている「メンソレータム」ブランドにおける色つきリップの原型でもある。
- メンソレータムキャンパスリップ アポ【医薬部外品】
- メンソレータムキャンパス薬用ももぐみ【医薬部外品】
- メンソレータムキャンパス薬用無香料【医薬部外品】
- メンソレータムキャンパスこどもの薬用【医薬部外品】
- メンソレータム薬用リップオンリップ【医薬部外品】
- メンソレータム薬用アロマリップ【医薬部外品】 - 植物由来のエッセンシャルオイルを香料に使用した、指先にとって使うボトルタイプのリップ
- メンソレータム薬用ソフトリップス【医薬部外品】 - メントール無配合の薬用リップ
- メンソレータム薬用クールアクア【医薬部外品】
- メンソレータム薬用リップセセラ【医薬部外品】
- メンソレータム薬用リップジェリー【医薬部外品】 - 「メンソレータム薬用リップスティック」の有効成分に酢酸トコフェロール（ビタミンE）を加えたチューブ入りジェリータイプ。2022年7月製造終了。
- メンソレータムリップス さらっと下地 - 口紅を塗る前に使う唇用下地
- メンソレータムリップス つやつやグロス - 口紅の上から塗るリップグロス
- メンソレータムリップス じっくりパック - 就寝前に使用するリップクリーム
- メンソレータムアイラブカフェリップ
- メンソレータムうるおいアロマリップ
- メンソレータムもぎたて果実 - ティーン向け香りつきリップ。幾度かフレーバーのラインナップの入れ替えがあったが、2015年7月に既存の4種類の香り全てが「メンソレータム リップベビー フルーツ」へ継承された。（製造販売元：アンズコーポレーション）
- メンソレータム天使のくちびる - 「メンソレータム モイスティアラ」・「メンソレータム ウォーターリップ 色つきタイプ」へ継承。
- メンソレータムオイルモイストリップ - 「メンソレータム リップフォンデュ」へ継承（製造元：アンズコーポレーション）。
- メンソレータム リップフォンデュ
  - クリアラベンダーの香り
  - ロイヤルベリーの香り
  - カシスローズの香り - 2016年6月製造終了
  - マーマレードオレンジ - 色付きタイプ。2018年7月製造終了
  - ハニーローズの香り - 2019年7月製造終了
  - ミカエルブルー - カラーコントロールタイプ。2019年7月製造終了
  - トウキョーバイオレット - カラーコントロールタイプ。2020年8月製造終了
  - イルミナゴールド - カラーコントロールタイプ。2022年1月製造終了。
  - クリア（無香料） - 2019年夏に「無香料」から改名。2022年7月製造終了。
  - ポピーオレンジ - 色つきタイプ。2022年7月製造終了。
- メンソレータム モイスティアラ - リップグロス。2015年6月製造終了
- メンソレータム リップベビー
  - フルーツ - その名の通り、フルーツの香りをつけたリップで「メンソレータム もぎたて果実」の後継製品となっており、ラインナップも「メンソレータム もぎたて果実」で発売されていたフレーバーを引き継いでいた。「レモンの香り」は2016年6月、色つきタイプ3種類（ストロベリーピンク、ピーチピンク、ピンクグレープフルーツ）は2020年8月に、残りの3種類（ホワイトピーチの香り、ストロベリーの香り、グレープ&ベリーの香り）も2023年6月に順次製造を終了し、これで全て終売となった。（製造販売元：アンズコーポレーション）
  - クレヨン - ペン型タイプの色つきリップ。アイカラー（ライナー・シャドウ）兼用タイプの「クレヨン リップ&アイ」も発売されていた。2018年7月に「イノセントピンク」と「リップ&アイ トラップピンク」の製造を終了し、「ドラマティックレッド」と「ムーディーピンク」、2016年7月に「クレヨン リップ&アイ」として発売されていた「コットンピンク」と「ビターボルドー（2017年7月発売）」が統合され、4色に整理された。2021年7月をもって全色の製造を終了し、既存の「リップザカラー」へ統合された。
  - ナチュラル スイートチェリーの香り - ピンクの容器。2020年8月製造終了
  - ナチュラル リッチゆずの香り - 黄緑の容器。2020年8月製造終了
- メンソレータム ディープモイスト UVカット（SPF20/PA+） - オレンジ基調のパッケージ。リニューアルでUVカット機能が付加された「メンソレータム ディープモイスト 無香料」へ統合の為、2016年6月製造終了。
- メンソレータム ウォーターリップ
  - ティアカラーエッセンス（SPF22/PA+++） - ほんのりサクラ色に色づくタイプのリップ美容液。2017年1月製造終了。
  - はちみつレモン（SPF22/PA++） - 2018年7月製造終了
  - つやはちみつレモン（SPF18/PA++） - 2022年7月製造終了
  - ベビーベージュ（SPF20/PA++） - 色つきタイプ。2018年7月製造終了
  - ミルキィピンク（SPF20/PA++） - 色つきタイプ。2022年7月製造終了
  - トーンアップCC ローズピンク（SPF20/PA++） - 2022年7月製造終了
- メンソレータム プレミアムリッチモイスト（SPF23/PA+++） - 高保湿タイプ（クリアケース入り）。発売当初は「無香料」と「ナチュラルハニーの香り」の2種類だったが、2015年7月に「シャルドネローズの香り」を発売し、3種類となった。「メンソレータム メルティクリームリップ」の発売に伴い、2017年7月製造終了。
- メンソレータム パーフェクトリップ（SPF26/PA+++） - 無色のリップが塗った後にピンクに発色する色づきタイプ。「ほんのり色づくさくらピンク」と「しっかり色づくローズピンク」の2色。2019年7月製造終了
- メンソレータム メルティクリームリップ 抹茶（SPF25/PA+++） - 2018年に限定品として発売されていたが、2019年7月にパッケージデザインを変更の上、レギュラー製品化された。2022年1月製造終了
- メンソレータム トーンマイリップ（SPF26/PA+++） - ほんのり色づくタイプのリップ。グリーンクリア（色づきレベル:★）は2022年7月、ブロッサムピンク（色づきレベル:★★★）は2023年1月、イエローピンク（色づきレベル:★★）とブライトアップレッド（色づきレベル:★★★★）は同年6月に順次製造を終了した。
- メンソレータムエクセプション - 1990年に発売された。当社HPによると夏の暑さの下でも気持ち良く、楽しく使える、当時世界初の泡ではじける日やけ止めとして5つの形態で発売された。
- メンソレータムサンプレイ スムースUVプロテクト
- メンソレータムサンプレイ フェイスUVプロテクト
- メンソレータムサンプレイ UVプロテクトパウダー
- メンソレータムサンプレイ クリアリキッド
- メンソレータムサンプレイ マイルドミルク
- メンソレータムサンプレイ スクリーンパクト
- メンソレータムサンプレイ パーフェクトシールド
- メンソレータムサンプレイ シルキープロテクト
- メンソレータムサンプレイ ベビーマイルド - 「サンプレイ ベビーミルク」へ継承
- メンソレータムサンプレイ 日焼け止め落とし
- メンソレータムサンプレイ パウダリーホワイト
- メンソレータムビューティサンプレイ パールinツヤ肌
- メンソレータムサンプレイ 美白【医薬部外品】 - 「スキンアクア 美白ミルク」へ継承のため廃止
- メンソレータムサンプレイ 美肌 - 「スキンアクア 美肌ミルク」へ継承のため廃止
- メンソレータムスキンアクア フェイスクリーム
- メンソレータムスキンアクア うるおいミスト
- メンソレータムキャンパスキャピキャピ - 1986年発売。全身薬用ローション
- メンソレータムリフレア デオドラントスプレー【医薬部外品】
- メンソレータムリフレア クールスプレー【医薬部外品】
- メンソレータムリフレア さらさらクールシート
- 薬用メンソレータムリフレア デオドラントローション【医薬部外品】
- 薬用メンソレータムリフレア デオドラントクリームバークール【医薬部外品】 - 直塗りスティック・クールタイプ。「リフレア デオドラントクリームバー」へ統合の為、2015年2月製造終了（製造販売元：アリエ）。
- 薬用メンソレータムリフレア 足指クリーム【医薬部外品】 - クリームタイプの足用デオドラント。「フットリフレア」として発売されて以来の再登場であった。2015年2月製造終了。
- 薬用メンソレータムリフレア デオ&ドライ デオドラントスティック【医薬部外品】 - 「リフレア デオドラントクリームバー」の発売に伴い廃止（製造販売元：アリエ）。
- 薬用メンソレータムリフレア デオ&ドライ デオドラントスティック クールタイプ【医薬部外品】 - 「リフレア デオドラントクリームバークール」の発売に伴い廃止（製造販売元：アリエ）。
- 薬用メンソレータムリフレア デオ&ドライ デオドラントリキッド【医薬部外品】 - 「リフレア デオドラントリキッド」へ統合のため廃止。
- メンソレータム リフレア 汗シールド パーフェクトリキッド【医薬部外品】 - 2018年1月に製造終了となり、「メンソレータム リフレア デオドラントリキッド」へ統合された。
- メンソレータム リフレア 汗シールド パーフェクトジェル【医薬部外品】 - 「薬用メンソレータムリフレア デオドラントジェル」の後継製品として発売。30gチューブと48gジャーの2種類が設定されていた。2018年1月に製造終了となり、「薬用メンソレータムリフレア デオドラントジェル」へ再び戻ることになった。（製造販売元：アリエ）
- メンソレータムフットリフレア デオドラントスプレー【医薬部外品】
- メンソレータムフットリフレア デオドラントミスト【医薬部外品】
- メンソレータム リフレア 瞬間足汗さらさらミスト【医薬部外品】 - 足用スプレー。2019年1月製造終了。
- メンソレータム リフレア デオドラントクリームバー【医薬部外品】 - 直塗りスティックタイプのクリームバー。2020年7月製造終了。（製造販売元：アリエ）。
- メンソレータム リフレア デオドラントミスト【医薬部外品】 - スリムサイズのスプレータイプ（ノンガスタイプ）。2022年1月製造終了。
- メンソレータム リフレア デオドラントリキッドW【医薬部外品】 -　「メンソレータム リフレア デオドラントリキッド」の処方をベースに、タルク、無水ケイ酸、メタケイ酸アルミン酸Mgで構成された「超吸着ドライパウダー」を配合したリキッドタイプの制汗剤。マツモトキヨシグループ限定。「メンソレータム リフレアプラス デオドラントリキッド」へ移行のため製造終了。
- メンソレータム薬用スポッツオフ - 1990年発売。パック、ジェル、洗顔フォームの形態で発売されており、メンソレータムアクネスの先駆けでもあった。
- メンソレータムアクネス 皮脂スッキリシート
- メンソレータムアクネス オイルクリアペーパー - 抗菌成分天然イオウを含有するあぶら取り紙
- メンソレータムアクネス 薬用ケータイアクネミスト【医薬部外品】 - 携帯用ミスト
- メンソレータムアクネス ピュアクレンジングオイル - オイルタイプのメイク落とし。
- メンソレータムアクネス 薬用UVクリアミルク【医薬部外品】（SPF50+/PA++） - 顔用日焼け止め乳液。2016年1月製造終了。
- メンソレータムアクネス 薬用アクネジェル【医薬部外品】 - 薬用ジェル。発売当初は「薬用シーリングジェル」として発売されていた。2020年1月製造終了。
- メンソレータムアクネス 薬用モイスチャー化粧水【医薬部外品】 - しっとりタイプの薬用ローション。2020年1月製造終了。
- メンソレータムアクネス 薬用メイクも落とせる洗顔【医薬部外品】 - メイク落としの機能を兼ねたクリームタイプの洗顔料。2020年1月製造終了（製造販売元：日本コルマー）。
- メンソレータムアクネージア 薬用ビタミンジェル【医薬部外品】
- メンソレータムアクネージア 薬用フォーミングウォッシュ【医薬部外品】